# ボルボ・YCC
ボルボ・YCC（Your Concept Car）はボルボ・カーズが女性チームで開発したコンセプトカー。

## 概要
2004年3月にジュネーブモーターショーで公開されたされたコンセプトカーである。
2001年秋頃に、女性デザイナーで構成されたプロジェクトチームを立ち上げた。これは女性ドライバーの視点から人間工学を満たすための試みであった。
スマートストレージ、乗降しやすい車、見やすい（ドライビングポジション等）、ユーザーがパーソナライズできる車、最小限のメンテナンス、自動駐車機能を実現している。
エクステリアは、未来的な4人乗りのクーペのデザインである。フロントボディのカバー（ボンネット）は一体型になっておりエンジンメンテナンス時はフロントカバー全体を取り外す必要がある。
エンジンオイルは、5万km後に交換するように設計されている。
ガルウィングドアは、キーレスエントリーのボタン操作でドアが自動的に開き、運転席が自動的に後退し、ステアリングホイールが上に移動。乗り降りしやすくなっている。
インテリアは、リビングルームを思わせる見た目の良さと収納性を兼ね備えている。

## ギャラリー

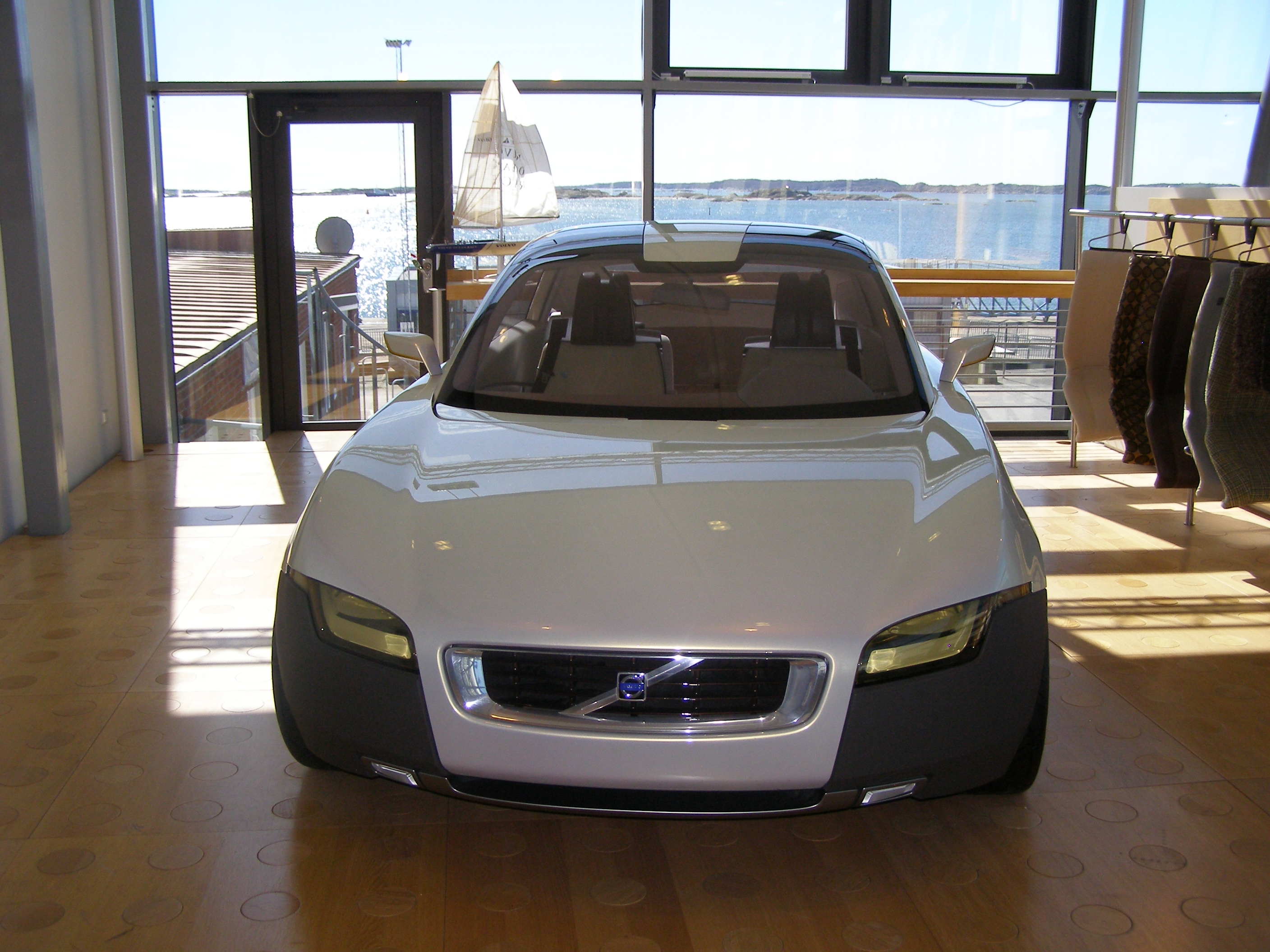
Concept YCC Front
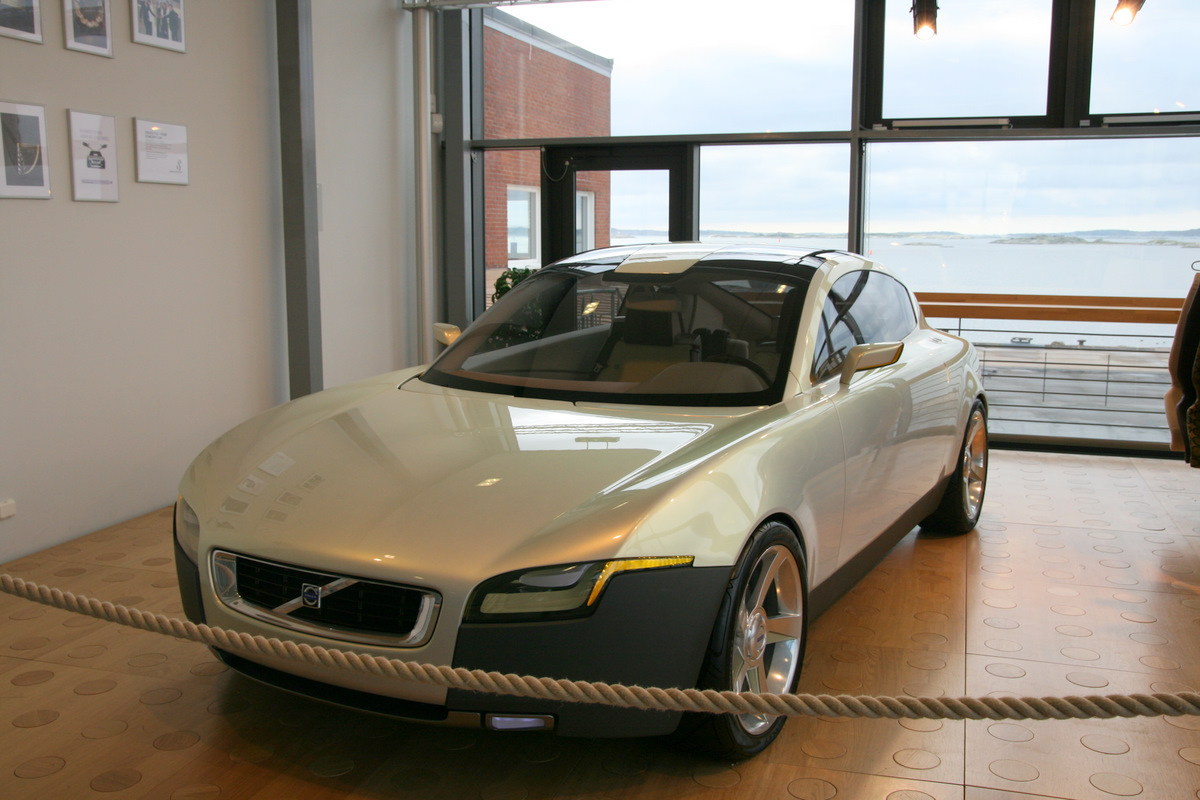
Volvo YCC